# Václav Svěrkoš
Václav Svěrkoš (* 1. listopadu 1983, Třinec) je bývalý český fotbalový útočník a reprezentant. Mimo ČR působil na klubové úrovni v Německu, Rakousku, Francii a Řecku.
Je ženatý, s manželkou Janou má dcery Ninu a Izabelu.

## Klubová kariéra
Svou kariéru odstartoval Václav Svěrkoš ve FK VP Frýdek-Místek. Ve čtrnácti letech přestoupil do Baníku Ostrava, kde prošel mládežnickými kategoriemi, jeho talentu si všimli i trenéři mládežnických výběrů, které v dorosteneckém věku reprezentoval.
Do prvního týmu se začal prosazovat v roce 2001, v sezoně 2002/03 si vystřílel zahraniční angažmá, jeho čtrnácti branek (král ligových střelců) si všimli zahraniční skauti, kteří se začali vyptávat na jeho dostupnost. V létě roku 2003 přestoupil do Borussie Mönchengladbach. Ve své premiérové sezoně v bundeslize nastřílel 9 branek ve 31 zápasech, stal se nejlepším střelcem mužstva a nejvíc zaujal v zápase domácího poháru proti VfB Stuttgart, když špičkovému klubu z Německa vstřelil hattrick. O rok později, kdy Borussie bojovala o záchranu, zakončil sezonu se sedmi zásahy. V té době už několik let nastupoval za reprezentaci do 21 let. Po těchto dvou slušných sezonách přišel Svěrkošův pád a postupně se začal vytrácet ze sestavy Borussie Mönchengladbach.
Nepomohlo mu ani krátké hostování v Herthě Berlín a poté ani v Austrii Vídeň. V Německu už proto nechtěl dále pokračovat a odmítl prodloužit smlouvu. Po sezoně odmítl nabídku pražské Sparty a vrátil se do mateřského Baníku Ostrava. Ostravský klub jej koupil v létě roku 2007 za 30 milionů korun jako výraznou posilu do útoku. Hned ve své první sezoně po návratu se především díky vydařenému jaru stal s patnácti trefami nejlepším ligovým střelcem a byl povolán do přípravy české reprezentace na EURA 2008.
Po Euru měl několik nabídek, dokonce již odletěl podepsat smlouvu se Saturnem moskevská oblast, nicméně na místě se rozhodl nepodepsat a proto i následující ligový ročník zahájil v Ostravě. Celý podzim sezóny 2008/2009 o něj jevilo zájem francouzské FC Sochaux. Nakonec zde přestoupil 6. prosince 2008 za zhruba 50 miliónů korun. V roce 2011 se ovšem vrátil zpět do svého mateřského klubu, kde podepsal smlouvu na 5 let. Na podzim 2014 však ukončil profesionální hráčskou kariéru.

## Reprezentační kariéra
Svěrkoš prošel mládežnickými reprezentacemi České republiky od výběru do 15 let až po jedenadvacítku. Bilance:
- reprezentace do 15 let: 11 utkání (7 výher, 3 remízy, 1 prohra, 3 vstřelené góly)
- reprezentace do 16 let: 20 utkání (11 výher, 6 remíz, 3 prohry, 6 vstřelených gólů)
- reprezentace do 17 let: 12 utkání (7 výher, 4 remízy, 1 prohra 5 vstřelených gólů)
- reprezentace do 18 let: 7 utkání (6 výher, 1 remíza, 2 vstřelené góly)
- reprezentace do 19 let: 12 utkání (7 výher, 4 remízy, 1 prohra, 6 vstřelených gólů)
- reprezentace do 20 let: 4 utkání (3 výhry, 1 prohra, 3 vstřelené góly)
- reprezentace do 21 let: 23 utkání (11 výher, 6 remíz a 6 proher, 8 vstřelených gólů)

V A-mužstvu debutoval 27. května 2008 v domácím přípravném utkání s Litvou. Trenér Karel Brückner jej poslal do druhého poločasu místo Milana Baroše, ČR na stadionu v Edenu vyhrála 2:0.
V dubnu 2009 prošel aférou, kdy se po prohraném kvalifikačním zápase na Mistrovství světa se Slovenskem skupina fotbalistů odebrala na večírek ve společnosti mladých dam, což neuniklo pozornosti fotografů. Na základě této aféry byl Svěrkoš společně s Barošem, Feninem, Ujfalušim, Kováčem a Matějovským 8. dubna 2009 dočasně vyloučen z reprezentace.

### EURO 2008
Václav Svěrkoš se zúčastnil EURA 2008, kde odehrál jediný zápas základní skupiny. Hned v zahajovacím utkání šampionátu vstřelil v 71. minutě jediný gól utkání s domácím Švýcarskem (čili dal první gól celého šampionátu). Ve středu hřiště vystihl Tomáš Galásek švýcarskou rozehrávku a hlavou vysunul Svěrkoše za obranu. Střelci míč sice sjel z nártu, ale i tak zamířil k tyči a švýcarský brankář Benaglio byl bezmocný. Václav Svěrkoš se dostal na hřiště v 56. minutě, když nahradil na hrotu útoku Jana Kollera.
Český tým však oba následující zápasy s Portugalskem (1:3) a Tureckem (2:3) prohrál (do žádného z nich Svěrkoš nezasáhl) a skončil na nepostupovém 3. místě základní skupiny, do čtvrtfinále postoupilo Portugalsko společně s Tureckem.

### Reprezentační zápasy a góly
Zápasy Václava Svěrkoše v A-mužstvu české reprezentace 
| Rok    | Zápasy | Góly |
| ------ | ------ | ---- |
| 2008   | 6      | 1    |
| 2009   | 4      | 2    |
| 2010   | 1      | 0    |
| Celkem | 11     | 3    |

Góly Václava Svěrkoše za A-mužstvo české reprezentace 
| Gól | Datum      | Stadion                 | Soupeř     | Skóre (min.) | Výsledek | Soutěž                 | Gól         |
| --- | ---------- | ----------------------- | ---------- | ------------ | -------- | ---------------------- | ----------- |
| 010 | 7. 6. 2008 | St. Jakob Park, Basilej | Švýcarsko  | 00:10 (71.)  | 0:1      | EURO 2008              | padl ze hry |
| 02  | 9. 9. 2009 | Uherské Hradiště        | San Marino | 04:00 (46.)  | 7:0      | Kvalifikace na MS 2010 | padl ze hry |
| 03  | 9. 9. 2009 | Uherské Hradiště        | San Marino | 07:00 (90.)  | 7:0      | Kvalifikace na MS 2010 | padl ze hry |